# Gäddtjärnen (Leksands socken, Dalarna, 671991-143281)
Gäddtjärnen är en sjö i Leksands kommun i Dalarna och ingår i Dalälvens huvudavrinningsområde.